# Priorité Monaco
Priorité Monaco ("Primo!") é um partido político monegasco. Foi fundado por Stéphane Valeri em setembro de 2017. Ele ganhou a eleição geral monegasca de 2018.